# Jérôme Nicklès
François Joseph Jérôme Nicklès (* 30. Oktober 1820 in Erstein; † 3. April 1869 in Nancy) war ein französischer Chemiker.
Nickles war ein Schüler von Justus von Liebig in Gießen (1844/45) und war 1851 bis 1854 in Paris, wo er 1853 in Physik und Chemie promovierte. Er war ab 1854 Professor für Chemie in Nancy.
Er veröffentlichte und forschte viel in den Bereichen Kristallographie, Physiologie und Fermentation, Pharmazie, Batterien und Elektrizität, Theorie des Geruchs, Polymorphismus, Analyse von Wasser, Metallurgie und Fluor-Chemie. Seine Experimente zu Fluor und seinen Verbindungen (besonders Flusssäure) führten zu seinem relativ frühen Tod.
1862 wandte er als Erster die quantitative Elektroanalytik an.
Er erzeugte künstliches Licht durch Verbrennung von Magnesium und Natrium und untersuchte die Färbung und Entfärbung von Substanzen unter diesem Licht. 
Seine Experimente bestätigten, dass Bismut zur Stickstoffgruppe gehörte. Er untersuchte die Fermentation von Weinsäure und fand heraus, dass dabei Propionsäure entsteht. Er fand Fluorid in Wasser, Pflanzen und vielen Teilen des Körpers.
Er war Mitglied der Academie de Stanislas in Nancy und zeitweise deren Präsident. 1846 bis 1851 war er Mitarbeiter von Eugène Millon und Jules Reiset bei der Herausgabe des Annuaire de chimie.
Er heiratete 1856 und hatte mindestens ein Kind. 1862 wurde er Ritter der Ehrenlegion. Nickles führte eine umfangreiche wissenschaftliche Korrespondenz.